# Polnische Eishockeyliga 1933/34
Die Saison 1933/34 war die siebte Austragung der polnischen Eishockeymeisterschaft. Meister wurde zum ersten Mal in der Vereinsgeschichte AZS Posen.

## Modus
Die vier besten Mannschaften Polens qualifizierten sich für das Finalturnier. Der Erstplatzierte des Finalturniers wurde Meister. Für einen Sieg erhielt jede Mannschaft zwei Punkte, bei einem Unentschieden gab es einen Punkt und bei einer Niederlage null Punkte.

## Qualifikation
- Lechia Lwów – KS Cracovia 2:1
- Czarni Lwów – KTH Krynica 5:2

## Finalturnier
Das Finalturnier wurde in Lemberg (polnisch Lwów) ausgetragen.
|    | Klub           | Sp | Tore | Punkte |
| -- | -------------- | -- | ---- | ------ |
| 1. | AZS Posen      | 3  | 5:2  | 6      |
| 2. | Czarni Lwów    | 3  | 3:2  | 4      |
| 3. | Lechia Lwów    | 3  | 1:3  | 1      |
| 4. | Legia Warszawa | 3  | 0:2  | 1      |

Sp = Spiele, S = Siege, U = Unentschieden, N = Niederlagen